# Paecilomyces variotii
Paecilomyces variotii ist ein 1907 beschriebener, weit verbreiteter Schimmelpilz. Er ist ein bedeutender Erreger für Schimmelpilzinfektionen.
Paecilomyces variotii wird oft von stärker erhitzten Substraten wie Kompost isoliert. Er wird auch als thermophiler Schimmelpilz bezeichnet, da er selbst bei 50 bis 60 °C noch wachsen kann. Er ist in der Lage extreme Standorte zu besiedeln und kann sogar resistent gegenüber Konservierungsmitteln wie Sorbin-, Benzoe- oder Propionsäure sein.
Im mikroskopischen Aussehen erinnert Paecilomyces stark an Penicillium-Spezies. Aufgrund der sehr unterschiedlichen Gefährdungspotentiale dürfen diese Schimmelpilze jedoch nicht verwechselt werden. Penicillium-Arten sind überwiegend grün, und Paecilomyces variotii ist mehr gelblich-braun.